# Локи: Агент Асгарда
«Локи: Агент Асгарда» (англ. Loki: Agent of Asgard) — серия комиксов, которую в 2014—2015 годах издавала компания Marvel Comics в рамках Marvel NOW!.

## Синопсис
Малыш Локи вырос, став умнее и хитрее, чем прежде. Теперь он служит агентом в Асгардии и выполняет поручения матери.

### Выпуски
| №  | Название                                         | Дата выхода      | Оценка на Comic Book Roundup    | Предполагаемый объём продаж (первый месяц) |
| -- | ------------------------------------------------ | ---------------- | ------------------------------- | ------------------------------------------ |
| 1  | Trust Me                                         | 5 февраля 2014   | 8,3 из 10 на основе 34 рецензий | 41 921, позиция в Северной Америке — 35    |
| 2  | Loki and Lorelei, Sitting in a Tree…             | 5 марта 2014     | 8,3 из 10 на основе 10 рецензий | 27 968, позиция в Северной Америке — 74    |
| 3  | Your Life is a Story I’ve Already Written        | 2 апреля 2014    | 7,1 из 10 на основе 4 рецензий  | 27 472, позиция в Северной Америке — 82    |
| 4  | Lets You & Him Fight!                            | 7 мая 2014       | 8,3 из 10 на основе 8 рецензий  | 26 012, позиция в Северной Америке — 90    |
| 5  | This Mission Will Self-Destruct In Five Seconds! | 4 июня 2014      | 8,8 из 10 на основе 4 рецензий  | 24 794, позиция в Северной Америке — 89    |
| 6  | Degree Absolute                                  | 24 сентября 2014 | 7,3 из 10 на основе 7 рецензий  | 25 131, позиция в Северной Америке — 102   |
| 7  | Fall Out                                         | 15 октября 2014  | 8 из 10 на основе 2 рецензий    | 25 430, позиция в Северной Америке — 114   |
| 8  | I Cannot Tell a Lie!                             | 19 ноября 2014   | 7,3 из 10 на основе 2 рецензий  | 23 333, позиция в Северной Америке — 100   |
| 9  | Good Sons Like You…                              | 24 декабря 2014  | н/д                             | 21 697, позиция в Северной Америке — 117   |
| 10 | Not Forgiven                                     | 21 января 2015   | 8,6 из 10 на основе 4 рецензий  | 19 856, позиция в Северной Америке — 111   |
| 11 | Turn Away and Slam the Door                      | 18 февраля 2015  | 8 из 10 на основе 1 рецензии    | 18 623, позиция в Северной Америке — 117   |
| 12 | Time Alone Shall Murder All the Flowers          | 18 марта 2015    | 8 из 10 на основе 3 рецензий    | 17 940, позиция в Северной Америке — 122   |
| 13 | The Magic Theater                                | 15 апреля 2015   | 8 из 10 на основе 1 рецензии    | 17 212, позиция в Северной Америке — 174   |
| 14 | Born One Morning and the Sun Didn’t Shine        | 20 мая 2015      | н/д                             | 21 904, позиция в Северной Америке — 114   |
| 15 | The Old Army Game                                | 24 июня 2015     | 8,5 из 10 на основе 1 рецензии  | 19 956, позиция в Северной Америке — 121   |
| 16 | Would You Know More?                             | 22 июля 2015     | н/д                             | 19 846, позиция в Северной Америке — 128   |
| 17 | Out the Gate You Go and Never Stop               | 19 августа 2015  | 8,9 из 10 на основе 4 рецензий  | 19 003, позиция в Северной Америке — 121   |

### Сборники
| Название                                          | Тип            | Дата выхода      | Собранный материал                                                                   | Кол-во страниц | ISBN                       | Предполагаемый объём продаж (первый месяц) |
| ------------------------------------------------- | -------------- | ---------------- | ------------------------------------------------------------------------------------ | -------------- | -------------------------- | ------------------------------------------ |
| Loki: Agent of Asgard Vol. 1: Trust Me            | Мягкая обложка | 20 августа 2014  | Loki: Agent of Asgard #1-5; All-New Marvel NOW! Point One #1                         | 120            | 978-0785189312, 0785189319 | 2 929, позиция в Северной Америке — 13     |
| Loki: Agent of Asgard Vol. 2: I Cannot Tell a Lie | Мягкая обложка | 22 апреля 2015   | Loki: Agent of Asgard #6-11                                                          | 112            | 978-0785193319, 0785193316 | 2 092, позиция в Северной Америке — 52     |
| Loki: Agent of Asgard Vol. 3: Last Days           | Мягкая обложка | 23 сентября 2015 | Loki: Agent of Asgard #12-17                                                         | 136            | 978-0785193326, 0785193324 | 1 925, позиция в Северной Америке — 57     |
| Loki: Agent of Asgard — The Complete Collection   | Мягкая обложка | 18 декабря 2019  | Loki: Agent of Asgard #1-17; Original Sin #5.1-5.5; All-New Marvel NOW! Point One #1 | 504            | 978-1302920739, 1302920731 | 914, позиция в Северной Америке — 50       |

## Отзывы
На сайте Comic Book Roundup серия имеет оценку 8,1 из 10 на основе 85 рецензий. Мелисса Грей из IGN дала дебюту 9,2 балла из 10 и написала, что «рисунки Гарбетта и цвета Нолана Вударда столь же живы и игривы, как и можно было ожидать от комикса, в котором главную роль исполняет всеми любимый озорной бессмертный». Мэрикейт Джаспер из Comic Book Resources, обозревая дебют, похвалила колориста. Пирс Лидон из Newsarama поставил первому выпуску оценку 7 из 10 и посчитал, что «учитывая большую роль [Локи] в Кинематографической вселенной Marvel, было неизбежно, что Бог Озорства получит свой собственный комикс». Его коллега Майкл Моччио оценил дебют в 6 баллов из 10 и посчитал, что «„Локи: Агент Асгарда“ больше похож на магический шпионаж, нежели чем на комикс о супергероях». Джордж Марстон с того же портала дал первому выпуску такой же балл и сравнил его с фильмом «Миссия невыполнима». Их коллега Линсди Моррис также вручил дебюту оценку 6 из 10 и посчитал, что он «достоин прочтения», понадеявшись, что в дальнейшем комикс «станет лучше». Лэнс Пол из Comics Bulletin дал первому выпуску 4 звезды с половиной из 5 и порадовался, что «у Властелина Лжи появилась собственная серия». Мэт Эльфринг из Comic Vine поставил дебюту 5 звёзд из 5, но отметил, что комикс «не лишён недостатков».